# 里真特 (北达科他州)
里真特（英語：Regent），是美国北达科他州下属的一座城市。根据2010年美国人口普查，该市有人口160人。